# Oko kota
Oko kota (tyt. oryg. Eye of Cat) – powieść science fiction amerykańskiego pisarza Rogera Zelazny’ego. Wydana pierwotnie przez wydawnictwo Underwood/Miller w 1982 roku (ISBN 0-934438-66-8). W Polsce książka wydana w 1992 nakładem wydawnictwa Atlantis, w tłumaczeniu Piotra Cholewy (ISBN 83-85535-07-1).
W 1983 książką była nominowana do Nagrody Locusa.
Dedykacja:
Joe Leaphornowi,

Jimmy’emu Chee

i Tony’emu Hillermanowi
Są to dwie postacie z opowiadań Tony’ego Hillermana, policjanci Navajo.